# إنجليزية أيرلندية

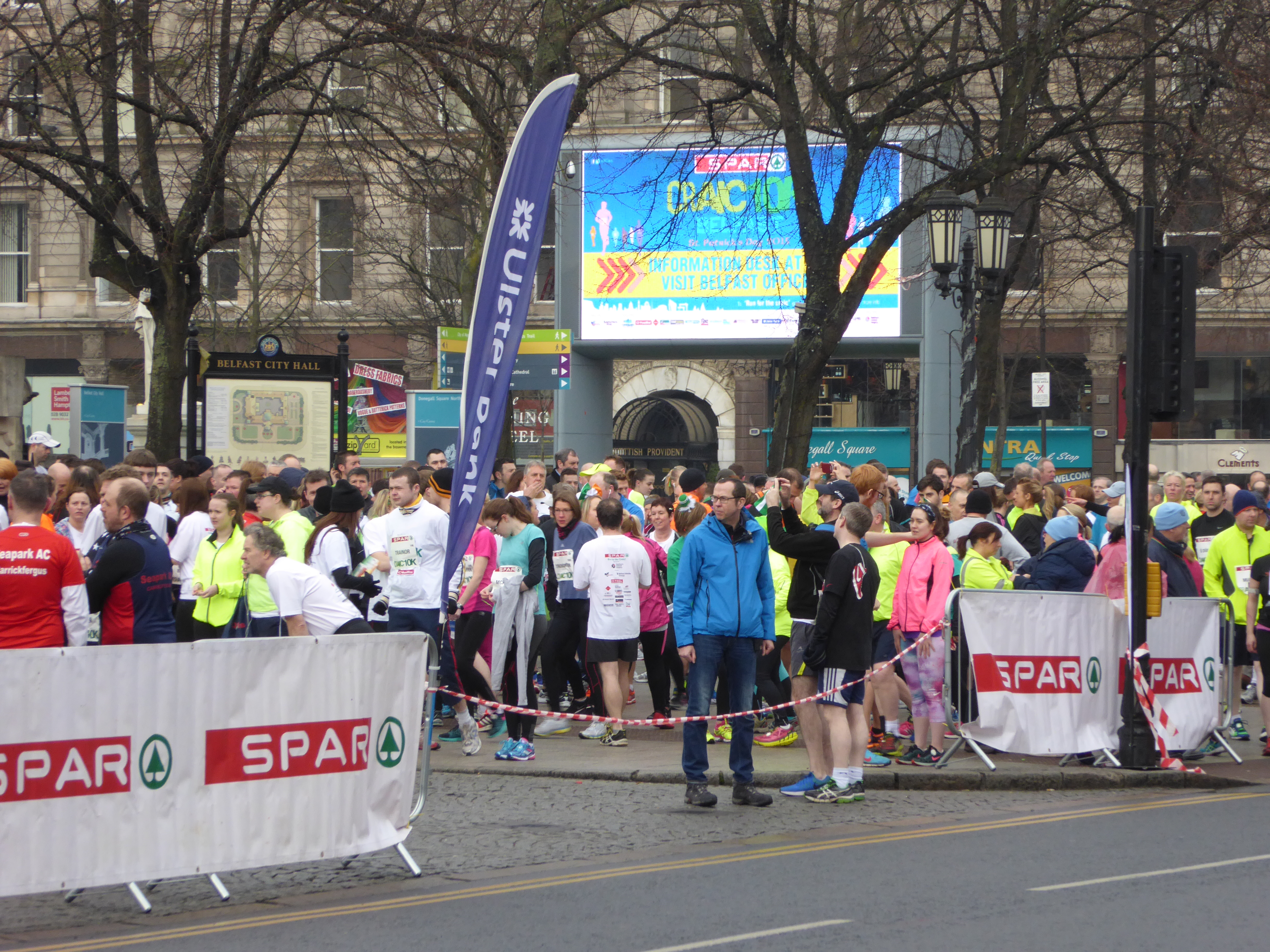
قاعة مدينة بلفاست، بلفاست، أيرلندا الشمالية، مارس 2015

الإنجليزية الأيرلندية (بالإنجليزية: Hiberno-English) هي مجموعة لهجات اللغة الإنجليزية المحلية المستخدمة في جزيرة أيرلندا (بما في ذلك كل من جمهورية أيرلندا وأيرلندا الشمالية).
تعد اللغة الإنجليزية إحدى اللغتين الرسميتين في جمهورية أيرلندا، إلى جانب اللغة الأيرلندية، وهي بحكم الواقع اللغة الأساسية في البلاد. تتوافق معايير الكتابة والتهجئة في الإنجليزية الأيرلندية مع الإنجليزية البريطانية، ومع ذلك تُعد اللهجات المتنوعة للإنجليزية الأيرلندية وبعض التراكيب النحوية والمفردات الخاصة بها فريدة من نوعها، بما فيها من تأثيرات مستمدة من اللغة الأيرلندية، وخاصةً لوجود بعض السمات الصوتية المحافِظة (القديمة) التي لم تعد شائعة في لهجات إنجلترا أو أمريكا الشمالية.
وغالبًا ما يقسّم علماء الصِّواتة الإنجليزية الأيرلندية إلى أربع أو خمس لكنات أو لهجات شاملة هي: لكنة أولستر، لكنات غرب وجنوب غرب أيرلندا (ومنها لهجة كورك المشهورة)، ولكنات دبلن المتنوعة، إلى جانب لكنة قياسية غير إقليمية تتوسع منذ الربع الأخير من القرن العشرين (خارج أيرلندا الشمالية).